# Copiopteryx derceto
Copiopteryx derceto is een vlinder uit de familie van de nachtpauwogen (Saturniidae).
De wetenschappelijke naam van de soort is voor het eerst geldig gepubliceerd door J. Peter Maassen in 1872.